# Brigitte Heinrich
Brigitte Heinrich (ur. 29 czerwca 1941 we Frankfurcie nad Menem, zm. 29 grudnia 1987 tamże) – niemiecka polityk i działaczka lewicowa, posłanka do Parlamentu Europejskiego II kadencji, agentka wschodnioniemieckiego wywiadu Stasi.

## Życiorys
Studiowała ekonomię na Uniwersytecie Johanna Wolfganga Goethego we Frankfurcie nad Menem. Od 1966 do 1967 była rzecznikiem lewicowej organizacji studenckiej Sozialistischer Deutscher Studentenbund. W latach 70. wyjechała na Bliski Wschód, później była nauczycielem na macierzystym uniwersytecie w zakresie stosunków międzynarodowych i członkiem parlamentu uczelnianego.
W tym okresie nawiązała kontakt z organizacjami terrorystycznymi, m.in. Czerwonymi Brygadami. 26 listopada 1974 została aresztowana wraz z 15 osobami w ramach akcji po zamordowaniu Güntera von Drenkmanna i śmierci Holgera Meinsa. Jako jedyna z tej grupy znajdowała się w zamknięciu przez kilka miesięcy, wypuszczono ją ze względu na zły stan zdrowia. Później powróciła na studia we Frankfurcie nad Menem, w 1978 opublikowała też pamflet poświęcony swojemu aresztowaniu. Od 1980 pracowała dla berlińskiego „Die Tageszeitung”. W tym samym roku została skazana na 1,5 roku więzienia za udział w siatce przemytniczej (prowadzonej przez jej znajomą Petrę Krause). Wyszła z zakładu karnego pod koniec 1983, przy czym w tym okresie wypuszczano ją na codzienne przepustki.
W 1984 zdobyła mandat posłanki do Parlamentu Europejskiego z listy Zielonych. Przystąpiła do Grupy Tęcza, należała m.in. do Komisji ds. Praw Kobiet, Komisji ds. Rozwoju i Współpracy oraz Komisji ds. Kwestii Politycznych. Zmarła nagle w trakcie kadencji 29 grudnia 1987 na zawał serca.

### Kwestia współpracy ze Stasi
W 1981 związała się z prawnikiem Klausem Croissantem, także agentem Stasi. Od 1982 za jego namową była agentką pod pseudonimami „Taler” i „Beate Schäfer”, informowała służby o swoich współpracownikach z gazety oraz działaczach antyrządowych w NRD. Swoją kandydaturę do Europarlamentu także konsultowała z oficerami Stasi, informując ich o posłach jej frakcji. Informacje o agenturalnej działalności Heinrich ujawniono po upadku NRD.